# Brian Eno
Brian Peter George St. Baptiste de la Salle Eno, poznatiji kao Brian Eno (Woodbridge, Suffolk, 15. svibnja 1948.), je britanski glazbenik i producent koji je započeo svoju karijeru kao svirač klavijatura u britanskom Roxy Music u periodu 1971. – 1973.
Brian Eno je jedan od pionira elektronske glazbe i osim što je objavio mnogo samostalnih albuma, surađivao je i s poznatim glazbenicima kao što su Robert Fripp, David Bowie, Talking Heads, U2, Genesis, Ultravox, Devo, Peter Gabriel, Depeche Mode, James, Paul Simon, Coldplay i Massive Attack.  
Smatra se da je on osmislio izraz i glazbeni stil ambijentalne glazbe.
Eno je bio učenik Roya Ascotta na njegovom Groundcoursu na Ipswich Civic College. Zatim je studirao na umjetničkoj školi Colchester Institute u Essexu, Engleska, uzimajući inspiraciju iz minimalističkog slikarstva. Tijekom svog boravka na umjetničkom tečaju u Institutu, također je stekao iskustvo u sviranju i muziciranju kroz predavanja u susjednoj glazbenoj školi. Pridružio se bendu Roxy Music kao sintisajzer ranih 1970-ih. Uspjeh Roxy Musica na glam rock sceni došao je brzo, ali Eno se ubrzo umorio od turneja i sukoba s pjevačem Bryanom Ferryjem.
Enoova solo glazba istražila je više eksperimentalnih glazbenih stilova i ambijentalne glazbe. Također je bila iznimno utjecajna, pionirska ambijentalna i generativna glazba, inovirajući produkcijske tehnike i naglašavajući "teoriju nad praksom". Također je popularnoj publici predstavio koncept glazbe na sreću, djelomično kroz suradnju s drugim glazbenicima.[7] Eno je također radio kao utjecajni producent glazbe i albuma. Do kraja 1970-ih, Eno je radio s Robertom Frippom na pločama No Pussyfooting i Evening Star, Davidom Bowiejem na prijelomnoj "Berlinskoj trilogiji" i pomogao popularizaciji američkog benda Devo i žanra "No Wave" pod utjecajem punka. Producirao je i nastupio na tri albuma Talking Headsa, uključujući Remain in Light (1980.), te producirao sedam albuma za U2, uključujući The Joshua Tree (1987.). Eno je također radio na pločama Jamesa, Laurie Anderson, Coldplaya, Paula Simona, Grace Jones, Jamesa Blakea i Slowdivea, između ostalih.

## Diskografija

### Solo albumi
- Here Come the Warm Jets (1973.), Island Records
- Taking Tiger Mountain (By Strategy) (1974.), Island
- Another Green World (1975.), Island
- Discreet Music (1975.), Obscure Records
- Before and After Science (1977.), Polydor Records
- Ambient 1: Music for Airport (1978), Polydor
- Music for Films (1978.), Polydor
- Ambient 4: On Land (1982.), E.G. Records
- Apollo: Atmospheres and Soundtracks (1983.), E.G.
- More Music for Films (1983.), E.G.
- Thursday Afternoon (1985.), E.G.
- Nerve Net (1992.), Opal
- The Shutov Assembly (1992), Warner Bros.
- Neroli (1993.), All Saints Records
- The Drop (1997.), Thirsty Ear Recordings
- Another Day on Earth (2005.), Hannibal Records
- Lux (2012.), Warp Records

### Albumi ambijentalne glazbe
- Extracts From Music for White Cube (1997.), Opal
- I Dormienti (1998.), Opal
- Lightness: Music for the Marble Palace (1998.), Opal
- Kite Stories (1999.), Opal
- Music for Civic Recovery Centre (2000.), Opal
- Compact Forest Proposal (2001.), Opal
- January 07003: Bell Studies for the Clock of the Long Now (2003.), Opal
- Making Space (2010.), Opal

## Vanjske poveznice
- The Guardian: Intervju s Brianom Enom
- Brian Eno na Internet Movie Databaseu